# Хара, Томио
Томио Хара (яп. 原 乙未生 Хара Томио, 12 июня 1895 — 16 ноября 1990) — японский военный деятель и конструктор.

## Разработки
Принимал участие в разработке танков и другой бронетехники с начала работ в Японии в этом направлении в 1925 году, позднее стал ведущим конструктором бронетехники в стране вплоть до 1945 года.
Принимал участие в разработке многих японских танков того периода, создал свою оригинальную схему танковой подвески, известную как «тип Хара». Впервые эта подвеска была использована на малом японском танке «Тип-94» и в дальнейшем применялась на большинстве японских танков 30-х — 40-х годов.
Окончил Вторую мировую войну в звании генерал-лейтенанта, после войны был демобилизован.

## Награды
- Медаль «В честь 2600 летия Японской империи» (10 ноября 1940)[1]